# ザカフカース民主連邦共和国

ザカフカース民主連邦共和国
Закавказская демократическая федеративная республика (ロシア語)

ザカフカース民主連邦共和国の地図

ザカフカース民主連邦共和国（ザカフカースみんしゅれんぽうきょうわこく、ロシア語: Закавказская демократическая федеративная республика）は、1918年4月から5月にかけて南カフカース（アゼルバイジャン、アルメニア、ジョージア）に存在した連邦国家である。ロシア革命にともない、アゼルバイジャンのミュサヴァト党、アルメニアのダシナク党（民族主義者）、ジョージア（グルジア）のメンシェヴィキを中心としてロシアからの分離、独立を果たしたが、2か月も経たないうちに3か国に分裂した。

## 歴史

### 前史
ロシア帝国時代、南コーカサス地方はティフリス（現在のトビリシ）カフカース総督府の管轄下に置かれていたが、二月革命後の1917年旧暦3月9日、その権限は超党派のザカフカース特別委員会（露: ОЗАКОМ）に引き継がれた。委員会はペトログラードの臨時政府に従って戦争を継続し、十月革命をボリシェヴィキのクーデターとして退けた。しかし、革命によりロシア人兵士が帰還すると、オスマン帝国との戦線は劣勢となった。
1917年旧暦11月15日にはザカフカース委員部が形成され、グルジア人メンシェヴィキのゲゲチコリ議長を含めた12名で構成された。さらに1918年2月には立法機関としてザカフカース議会（セイム）が設置された。
1918年3月3日、モスクワのソビエト政府はブレスト＝リトフスク条約により同盟国と講和したが、ザカフカース委員部に諮ることなくオスマン帝国に隣接するカルス州とバトゥーム州を放棄したため、やがて2州は占領された。

### 独立宣言
このような事態に対処するため、あるいはオスマン帝国の要求に従い、1918年4月22日にザカフカース議会はロシアからの分離、ザカフカース民主連邦共和国の建国を宣言した。
共和国の最高機関はザカフカース議会であり、ニコライ・チヘイゼ（グルジア人）が議長を務め、アルメニア人とアゼルバイジャン人が副議長を務めた。共和国政府はブレスト＝リトフスク条約を認めなかったが、軍事力を有さなかったため、5月11日から5月26日、バトゥーミにおいてドイツ・トルコ軍司令部と交渉に入った。交渉中、3民族の意見の相違（アルメニアとグルジアは親独、アゼルバイジャンは親土など）が明らかになったため、3民族の国民会議は独立国家の建国に賛成した。また、ドイツ・トルコ側も連邦共和国の廃止に賛成した。
1918年5月26日、ザカフカース議会は連邦共和国の廃止を建議した。5月26日にグルジア民主共和国が、27日にアゼルバイジャン民主共和国が、28日にアルメニア共和国が建国された。

## ザカフカース議会
ザカフカース議会は1918年2月10日、ザカフカースのロシアからの離脱の法的手続を目的にザカフカース委員部により設置された機関である。3月26日の委員部解散後、同地域の主要権力機関となった。議会はザカフカースから制憲議会に選出された代議員、アゼルバイジャンのミュサヴァト党、アルメニアのダシナク党、グルジアのメンシェヴィキなど、政党の代表から構成された。共和国大統領たる議会議長にはニコライ・チヘイゼが選出された。3月、ザカフカースのロシアからの離脱を可決し、4月9日、ザカフカース民主連邦共和国を宣言した。連邦共和国の分裂後、5月26日、議会の解散が宣言された。